# Ursycyn z Brescii
Ursycyn z Brescii, również Ursacjusz (po 343 w Brescii) – piąty lub szósty biskup diecezji Brescii, święty Kościoła katolickiego.
Nieznana jest dokładna data jego śmierci. Wiadomo, że brał udział w synodzie w Sardyce (dzisiejsza Sofia) odbywającym się w latach 343–344, co potwierdza św. Hilary z Poitiers (+367) w Fragmenta operis i św. Atanazy (+373). Wiadomo również, że  jego następcą został ok. 360 roku św. Faustyn mylony często ze św. Faustynem, męczennikiem z II wieku.
Jego wspomnienie liturgiczne obchodzono najpierw 1 grudnia, obecnie 20 kwietnia wraz z innymi świętymi z Brescii. We Francji dzień ten przypada na 2 października.
W 975 roku część relikwii przeniesiono do Canossy, a w 1517 roku do kościoła św. Józefa w Brescii.
Zobacz też
- kult świętych
- modlitwa za wstawiennictwem świętego
- święci i błogosławieni Kościoła katolickiego